# Orychophragmus violaceus
Orychophragmus violaceus е цвете от семейство Кръстоцветни.

## Разпространение
Естественото местообитание на растението е в Източен Китай и Корейския полуостров. Преди повече от три века е пренесено в Япония като градинско цвете. Днес то намира място по много краища на света като красиво градинско цвете.

## Описание
Растението цъфти с малки нежни виолетови цветове с жълти тичинки. Цъфти в продължение на два три месеца. При израстването му стъблата прилягат на една страна, което го прави удобно за ползване като висящо градинско цвете. Предпочита глинести добре дренирани влажни почви. Не расте на синчести места.
В Северен Китай младите листа се използват за консумация. Семената му отделят мазнина подобно на синапеното семе.